# 峽谷火災二號
峽谷火災二號（Canyon Fire 2）又稱峽谷二號火災，是發生於加州橘郡安納罕市的安納罕嶺。起火時間在太平洋時間早上9:20，起火點約在91號加利福尼亞州州道與石膏峽路（Gypsum Canyon Road）交叉口附近，一路延燒穿越241號加利福尼亞州州道。火勢一發不可收拾，燬損民宅。橘郡安那翰與塔斯廷約有4,000居民遭強制疏散。
當日中午時分，火場廣達800英畝。 及至2:30，已達2,000英畝，0%受到控制。 及至當地時間10月10日早上六時，已燒燬7,500英畝土地及24幢建築，包含十數棟民宅。此時據報火場已有5%受到控制。
在迪斯奈樂園，肉眼可見火焰，且灰燼飄散到附屬旅館，但樂園保持開放。
該地科羅納與安那翰交界處曾於當年九月底發生命名為峽谷火災的一場山火，故本次火災命名為峽谷火災二號。之前的火災延燒2,600英畝但未損及民宅。